# Национален език
Национален език е общата система на даден език, която обединява неговите варианти като книжовен език, териториални диалекти, просторечие, жаргон, професионални говори и т.н.
Националният език е този, който има връзка de facto или de jure с хората и територията, която заемат. В същото време терминът е използван вариативно. Това може да е език на национална идентичност на нация или страна. Национален език може също да бъде указаният първи език на говорещите в територията на една страна.